# Zygonoides fuelleborni
Zygonoides fuelleborni е вид водно конче от семейство Libellulidae. Видът не е застрашен от изчезване.

## Разпространение и местообитание
Разпространен е в Ангола, Ботсвана, Замбия, Зимбабве, Кения, Малави, Мозамбик, Намибия, Свазиленд, Танзания и Южна Африка.
Обитава гористи местности и храсталаци в райони с тропически и субтропичен климат.